# Vinkuran
Vinkuran (italsky Vincural) je vesnice a přímořské letovisko v Chorvatsku v Istrijské župě, spadající pod opčinu Medulin. Nachází se asi 2 km jihovýchodně od Puly. V roce 2011 zde žilo 672 obyvatel.
Sousedními vesnicemi jsou Banjole, Pješčana Uvala, Pomer, Premantura, Valbonaša a Vintijan, sousedním městem Pula.